# Nettoinvestition

Investitionsquoten in der Triade

Die Nettoinvestitionen sind in der Betriebswirtschaftslehre und Volkswirtschaftslehre die Bruttoinvestitionen abzüglich der Abschreibungen.

## Allgemeines
Investitionen müssen in der Fachdiskussion konkretisiert werden im Hinblick auf ihre tatsächliche ökonomische Bedeutung. Dazu ist es hilfreich, zwischen Brutto- und Nettoinvestitionen zu unterscheiden.  
Soll beispielsweise die Entwicklung des Kapitalstocks vom Zeitpunkt {\displaystyle t1} zum Zeitpunkt {\displaystyle t2} verfolgt werden, genügt es nicht, den Kapitalstock des Zeitpunkts {\displaystyle t1} (Bestandsgröße) zu nehmen und die Bruttoinvestitionen, die zwischen den Zeitpunkten {\displaystyle t1} und {\displaystyle t2} stattgefunden haben (Stromgröße) zu addieren, sondern man muss auch die Abschreibungen abziehen, die zwischen {\displaystyle t1} und {\displaystyle t2} auf den Kapitalstock erfolgt sind. 
Der Kapitalstock errechnet sich also als Kapitalstock zum Ausgangszeitpunkt, zuzüglich der danach stattfindenden Bruttoinvestitionen, abzüglich der danach erfolgenden Abschreibungen, oder der Kapitalstock wächst um die erfolgenden Nettoinvestitionen. 
Die Nettoinvestitionen können auch Werte kleiner als Null annehmen, wenn die Bruttoinvestitionen kleiner sind als die Abschreibungen. 
In der Investitionsrechnung wird der Begriff Nettoinvestition für denjenigen Wert benutzt, welcher nach Abzug von Rabatten oder öffentlichen Subventionen effektiv investiert wurde (analog zum Skonto als Wertminderung bei Warenverkäufen).

## Berechnung
Nettoinvestitionen werden definiert als Mittelabfluss aus der Investitionstätigkeit abzüglich der Erlöse aus Anlagenabgängen:
```
   Erhöhung 
Buchwert
 
Anlagevermögen

   + 
Abschreibungen
 auf 
Sachanlagevermögen

   + Buchwert Anlagenabgang
   = Zugang Anlagevermögen
   - Erlöse aus Anlagenabgang
   = Nettoinvestition
```

## Arten
Positive Nettoinvestitionen führen stets zu einer Vergrößerung des Realkapitals, während negative Nettoinvestitionen zu dessen Verminderung beitragen.